# NGC 2316
NGC 2316 (ook wel NGC 2317) is een open sterrenhoop in het sterrenbeeld Eenhoorn. Het hemelobject werd op 4 maart 1785 ontdekt door de Duits-Britse astronoom William Herschel.

## Synoniemen
- NGC 2317
- LBN 1021